# Aenigma
Aenigma is een geslacht van kevers uit de familie van de loopkevers (Carabidae). De wetenschappelijke naam van het geslacht is voor het eerst geldig gepubliceerd in 1836 door Newman.

## Soorten
Het geslacht Aenigma is monotypisch en omvat slechts de volgende soort:
- Aenigma iris Newman, 1836